# Dorobanți (gmina)
Dorobanți – gmina w Rumunii, w okręgu Arad. Obejmuje tylko jedną miejscowość Dorobanți. W 2011 roku liczyła 1635 mieszkańców.